# Dirka po Španiji 2005
Dirka po Španiji 2005 (špansko Vuelta a España 2005) je 60. izvedba dirke po Španiji, tritedenske moške cestne kolesarske etapne dirke. Začela se je 27. avgusta v Granadi in končala 18. septembra v Madridu. Sodelovalo je 198 kolesarjev iz 22-ih ekip. Rumeno majico je četrtič osvojil Roberto Heras (Liberty Seguros-Würth), drugo mesto Denis Menčov (Rabobank), tretje pa Carlos Sastre (Team CSC). Modro majico je osvojil Alessandro Petacchi (Fassa Bortolo), rdečo majico je osvojil Joaquim Rodríguez (Saunier Duval–Prodir), oranžno majico pa Denis Menčov. Herasu so zaradi dopinga sprva odvzeli zmago, toda po pritožbi so njegovo kazen razveljavili.

## Ekipe
UCI ProTeams
- Bouygues Télécom
- Cofidis
- Crédit Agricole
- Davitamon–Lotto
- Discovery Channel
- Domina Vacanze
- Euskaltel-Euskadi
- Fassa Bortolo
- Française des Jeux
- Gerolsteiner
- Illes Balears–Caisse d'Epargne
- Lampre-Caffita
- Liberty Seguros-Würth
- Liquigas-Bianchi
- Phonak
- Quick-Step–Innergetic
- Rabobank
- Saunier Duval–Prodir
- Team CSC
- T-Mobile Team

UCI Professional Continental teams
- Comunidad Valenciana–Elche
- Relax–Fuenlabrada

## Etape
| Etapa | Datum         | Štart/Cilj                                 | Razdalja | Tip     | Tip                  | Zmagovalec                 |             |
| ----- | ------------- | ------------------------------------------ | -------- | ------- | -------------------- | -------------------------- | ----------- |
| 1     | 27. avgust    | Granada – Granada                          | 7 km     |         | posamični kronometer | Denis Menčov (RUS)         |             |
| 2     | 28. avgust    | Granada – Córdoba                          | 189,3 km |         |                      | Leonardo Bertagnolli (ITA) |             |
| 3     | 29. avgust    | Córdoba – Puertollano                      | 153,3 km |         |                      | Alessandro Petacchi (ITA)  |             |
| 4     | 30. avgust    | Ciudad Real – Argamasilla de Alba          | 232,3 km |         |                      | Alessandro Petacchi (ITA)  |             |
| 5     | 31. avgust    | Alcázar de San Juan – Cuenca               | 176 km   |         |                      | Thor Hushovd (NOR)         |             |
| 6     | 1. september  | Cuenca – Valdelinares                      | 217 km   |         |                      | Roberto Heras (ESP)        |             |
| 7     | 2. september  | Teruel – Vinaròs                           | 212,5 km |         |                      | Max van Heeswijk (NED)     |             |
| 8     | 3. september  | Tarragona – Lloret de Mar                  | 189 km   |         |                      | Alessandro Petacchi (ITA)  |             |
| 9     | 4. september  | Lloret de Mar – Lloret de Mar              | 48 km    |         | posamični kronometer | Denis Menčov (RUS)         |             |
| 10    | 5. september  | La Vall d'en Bas – Ordino-Arcalis (Andora) | 206,3 km |         |                      | Francisco Mancebo (ESP)    |             |
| 11    | 6. september  | Andorra la Vella – Cerler                  | 186,6 km |         |                      | Roberto Laiseka (ESP)      |             |
|       | 7. september  |                                            |          |         | dan počitka          | dan počitka                | dan počitka |
| 12    | 8. september  | Logroño – Burgos                           | 133 km   |         |                      | Alessandro Petacchi (ITA)  |             |
| 13    | 9. september  | Burgos – Hoz de Marrón                     | 196 km   |         |                      | Samuel Sánchez (ESP)       |             |
| 14    | 10. september | La Penilla – Lakes of Covadonga            | 172,3 km |         |                      | Eladio Jiménez (ESP)       |             |
| 15    | 11. september | Cangas de Onís – Valgrande-Pajares         | 191 km   |         |                      | Roberto Heras (ESP)        |             |
|       | 12. september |                                            |          |         | dan počitka          | dan počitka                | dan počitka |
| 16    | 13. september | León – Valladolid                          | 162,5 km |         |                      | Paolo Bettini (ITA)        |             |
| 17    | 14. september | El Espinar – La Granja de San Ildefonso    | 165,6 km |         |                      | Carlos García (ESP)        |             |
| 18    | 15. september | Ávila – Ávila                              | 197,5 km |         |                      | Nicki Sørensen (DEN)       |             |
| 19    | 16. september | San Martín de Valdeiglesias – Alcobendas   | 142,9 km |         |                      | Heinrich Haussler (GER)    |             |
| 20    | 17. september | Guadalajara – Alcalá de Henares            | 38,9 km  |         | posamični kronometer | Rubén Plaza (ESP)          |             |
| 21    | 18. september | Madrid – Madrid                            | 136,5 km |         |                      | Alessandro Petacchi (ITA)  |             |
|       | Skupaj        | Skupaj                                     | 3239 km  | 3239 km | 3239 km              | 3239 km                    | 3239 km     |

## Razvrstitev po klasifikacijah
| Etapa  | Zmagovalec            | Rumena majica · | Modra majica ·      | Oranžna majica ·     | Kombinacija ·        | Ekipno                |
| ------ | --------------------- | --------------- | ------------------- | -------------------- | -------------------- | --------------------- |
| 1      | Denis Menčov          | Denis Menčov    | Denis Menčov        | Rik Verbrugghe       | Denis Menčov         | Team CSC              |
| 2      | Leonardo Bertagnolli  | Bradley McGee   | Bradley McGee       | Leonardo Bertagnolli | Leonardo Bertagnolli | Liberty Seguros–Würth |
| 3      | Alessandro Petacchi   | Bradley McGee   | Bradley McGee       | Joaquim Rodríguez    | Leonardo Bertagnolli | Liberty Seguros–Würth |
| 4      | Alessandro Petacchi   | Bradley McGee   | Alessandro Petacchi | Joaquim Rodríguez    | Bradley McGee        | Liberty Seguros–Würth |
| 5      | Thor Hushovd          | Bradley McGee   | Thor Hushovd        | Joaquim Rodríguez    | Bradley McGee        | Liberty Seguros–Würth |
| 6      | Roberto Heras         | Roberto Heras   | Thor Hushovd        | Roberto Heras        | Roberto Heras        | Liberty Seguros–Würth |
| 7      | Max van Heeswijk      | Roberto Heras   | Thor Hushovd        | Eladio Jiménez       | Roberto Heras        | Liberty Seguros–Würth |
| 8      | Alessandro Petacchi   | Roberto Heras   | Thor Hushovd        | Eladio Jiménez       | Roberto Heras        | Liberty Seguros–Würth |
| 9      | Denis Menčov          | Denis Menčov    | Thor Hushovd        | Eladio Jiménez       | Denis Menčov         | Comunidad Valenciana  |
| 10     | Francisco Mancebo     | Denis Menčov    | Thor Hushovd        | Eladio Jiménez       | Denis Menčov         | Comunidad Valenciana  |
| 11     | Roberto Laiseka       | Denis Menčov    | Denis Menčov        | Joaquim Rodríguez    | Denis Menčov         | Comunidad Valenciana  |
| 12     | Alessandro Petacchi   | Denis Menčov    | Denis Menčov        | Joaquim Rodríguez    | Denis Menčov         | Comunidad Valenciana  |
| 13     | Samuel Sánchez        | Denis Menčov    | Denis Menčov        | Joaquim Rodríguez    | Denis Menčov         | Comunidad Valenciana  |
| 14     | Eladio Jiménez        | Denis Menčov    | Denis Menčov        | Joaquim Rodríguez    | Denis Menčov         | Comunidad Valenciana  |
| 15     | Roberto Heras         | Roberto Heras   | Roberto Heras       | Joaquim Rodríguez    | Roberto Heras        | Comunidad Valenciana  |
| 16     | Paolo Bettini         | Roberto Heras   | Roberto Heras       | Joaquim Rodríguez    | Roberto Heras        | Comunidad Valenciana  |
| 17     | Carlos García Quesada | Roberto Heras   | Roberto Heras       | Joaquim Rodríguez    | Roberto Heras        | Comunidad Valenciana  |
| 18     | Nicki Sørensen        | Roberto Heras   | Roberto Heras       | Joaquim Rodríguez    | Roberto Heras        | Comunidad Valenciana  |
| 19     | Heinrich Haussler     | Roberto Heras   | Roberto Heras       | Joaquim Rodríguez    | Roberto Heras        | Comunidad Valenciana  |
| 20     | Rubén Plaza           | Roberto Heras   | Roberto Heras       | Joaquim Rodríguez    | Roberto Heras        | Comunidad Valenciana  |
| 21     | Alessandro Petacchi   | Roberto Heras   | Alessandro Petacchi | Joaquim Rodríguez    | Roberto Heras        | Comunidad Valenciana  |
| Skupaj | Skupaj                | Roberto Heras   | Alessandro Petacchi | Joaquim Rodríguez    | Roberto Heras        | Comunidad Valenciana  |

## Končna razvrstitev
| Legenda | Legenda                                    | Legenda | Legenda                                           |
| ------- | ------------------------------------------ | ------- | ------------------------------------------------- |
|         | Predstavlja vodilnega v skupnem seštevku   |         | Predstavlja vodilnega po točkah                   |
|         | Predstavlja vodilnega v gorski razvrstitvi |         | Predstavlja vodilnega v kombinacijski razvrstitvi |

### Rumena majica
| Poz. | Kolesar               | Ekipa                          | Čas         |
| ---- | --------------------- | ------------------------------ | ----------- |
| 1    | Roberto Heras         | Liberty Seguros                | 82h 22' 55" |
| 2    | Denis Menčov          | Rabobank                       | + 4' 36"    |
| 3    | Carlos Sastre         | Team CSC                       | + 4' 54"    |
| 4    | Francisco Mancebo     | Illes Balears–Caisse d'Epargne | + 5' 58"    |
| 5    | Carlos García Quesada | Comunitat Valenciana-Elche     | + 8' 06"    |
| 6    | Rubén Plaza           | Comunitat Valenciana-Elche     | + 11' 36"   |
| 7    | Óscar Sevilla         | T-Mobile Team                  | + 13' 22"   |
| 8    | Tom Danielson         | Discovery Channel              | + 16' 38"   |
| 9    | Mauricio Ardila       | Davitamon–Lotto                | + 18' 15"   |
| 10   | Juan Miguel Mercado   | Quick-Step–Innergetic          | + 18' 31"   |
| 11   | Samuel Sánchez        | Euskaltel-Euskadi              | + 20' 12"   |
| 12   | Michele Scarponi      | Liberty Seguros                | + 31' 44"   |
| 13   | David Blanco          | Comunitat Valenciana-Elche     | + 34' 57"   |
| 14   | Koos Moerenhout       | Davitamon–Lotto                | + 35' 03"   |
| 15   | Josep Jufré           | Relax                          | + 35' 33"   |
| 16   | Mario Aerts           | Davitamon–Lotto                | + 36' 18"   |
| 17   | Daniel Atienza        | Cofidis                        | + 36' 23"   |
| 18   | Unai Osa              | Illes Balears–Caisse d'Epargne | + 37' 14"   |
| 19   | Marcos Serrano        | Liberty Seguros                | + 38' 37"   |
| 20   | Pablo Lastras         | Illes Balears–Caisse d'Epargne | + 40' 45"   |